# Centre Catalanista Gent Nova
El Centre Catalanista Gent Nova va ser una entitat cultural i política catalanista de Badalona, adherida a la Unió Catalanista, fundada el 1899 i dissolta el 1921 per donar lloc a l'Orfeó Badaloní. Va tenir una notable importància cultural i social a la ciutat i reconegut prestigi entre els badalonins. En el seu si es van promoure diverses activitats com sardanes, vetllades musicals, conferències, entre d'altres, i també iniciatives polítiques, com les candidatures a les eleccions locals de 1905 i 1911, la primera per desbancar el caciquisme de l'Ajuntament i la segona en harmonia amb el moviment de Solidaritat Catalana.

## Fundació
Gent Nova es va constituir en origen el 1899, tot i que la seva presentació oficial no es va produir fins al 15 d'agost de 1901. Va tenir com a caps visibles i ideòlegs Josep Ventura i Gausachs, Francesc Xavier Casals i Vidal i Jeroni Estrany i Lacerna i es va adherir a la Unió Catalanista. En els seus inicis propugnava idees més radicals, però va anar evolucionant ideològicament fins a postures més moderades.
El centre tenia va tenir com a símbol un estendard, obra de Joan Amigó i Barriga, una obra a cavall entre elements clàssics, medievals i modernistes. Com a portaveu del centre va publicar durant dinou anys un quinzenari, anomenat Gent Nova, escrit íntegrament en català, que cobria notícies d'àmbit general i local, del moviment catalanista, a més d'incloure obres literàries.

## Activitats
El centre es va consolidar en l'associacionisme local, l'entitat va esdevenir majoritària i va gaudir d'un gran prestigi social a la ciutat. S'hi feien diverses activitats i seccions: agrupació sardanista, secció femenina, vetllades musicals i dramàtiques, conferències sobre nacionalisme, literatura o astrologia, entre d'altres. Per exemple, l'agrupació sardanista, creada el 1907, va organitzar, durant la Festa Major de Badalona d'aquell any, el primer concurs de colles sardanistes celebrat a la ciutat, amb molt d'èxit. Durant les primeres dècades de segle XX també va ser afí a l'esperantisme i es va fer ressò dels intents de promoció de l'esperanto a Badalona.

### Participació política
En l'àmbit polític va promoure candidatures electorals a l'Ajuntament de Badalona. La primera va ser el 1905 per tal de desbancar el caciquisme del consistori, que es va vincular a la Lliga Regionalista, i que va comptar amb candidats coneguts a la ciutat i sense vinculació emb el caciquisme. La candidatura va ser un èxit i va suposar l'accés a l'alcaldia de Martí Pujol, un conegut catalanista que havia estat representant badaloní a l'assemblea de les Bases de Manresa. Anys més tard, el 1911 va promoure la candidatura Solidaritat Badalonina, reproduint el model de Solidaritat Catalana a Catalunya, que va agrupar persones de dreta i esquerra per tal de barrar el pas al Partit Republicà Radical d'Alejandro Lerroux, que de nou va ser un èxit i va retornar Martí Pujol a l'alcaldia.

## Fusió a l'Orfeó Badaloní
Arran de dissensions internes per l'evolució ideològica de l'entitat a postures moderades, es va possibilitat la fusió amb una entitat considerada més conservadora com l'Orfeó Badaloní, el juny de 1921. Aquesta entitat orfeonista es va convertir en la successora del centre catalanista i va passar a ocupar el seu local del carrer del Canonge Baranera. Molts socis de Gent Nova van adherir-se a la nova com a socis protectors.